# Charef
Charef (în arabă الشارف) este o comună din provincia Djelfa, Algeria.
Populația comunei este de 24.028 de locuitori (2008).